# Calyptothecium subecostatum
Calyptothecium subecostatum är en bladmossart som beskrevs av Hugh Neville Dixon 1941. Calyptothecium subecostatum ingår i släktet Calyptothecium och familjen Pterobryaceae. Inga underarter finns listade i Catalogue of Life.